# Neustadt na Estrada do Vinho
Neustadt na Estrada do Vinho (em alemão:  'Neustadt an der Weinstraße') é uma cidade da Alemanha localizada no estado da Renânia-Palatinado.
Neustadt é uma cidade independente (Kreisfreie Städte) ou distrito urbano (Stadtkreis), ou seja, possui estatuto de distrito (kreis).